# Creditanstalt
Creditanstalt (CA) – austriacki bank z siedzibą w Wiedniu, założony 31 października 1855 r. przez rodzinę Rothschildów (niem. K. k. privilegierte Österreichische Credit-Anstalt für Handel und Gewerbe – Imperialna Austriacka Uprzywilejowana Instytucja dla Handlu i Przemysłu).

## Historia
Instytucja ta odnosiła sukcesy i wkrótce stała się największym bankiem w Austro-Węgrzech. Po I wojnie światowej, w czasie wielkiego kryzysu, 11 maja 1931 r. bank ten ogłosił upadłość, jednak przetrwał kryzys dzięki pomocy Oesterreichische Nationalbank i rodziny Rothschildów. Doszło do fuzji z bankiem Wiener Bankverein i została zmieniona nazwa na Creditanstalt-Bankverein. 5 czerwca 1931 r., niemiecki kanclerz Heinrich Brüning w czasie wizyty w Londynie ostrzegł premiera brytyjskiego Ramsaya MacDonalda, że upadek austriackiego systemu bankowego, spowodowany bankructwem Creditanstalt, stawia cały system bankowości w Niemczech na granicy upadłości. I tak też się stało, mimo planu prezydenta USA Herberta Hoovera, który proponował moratorium na spłaty niemieckich reparacji wojennych dla Francji i dla tych krajów zwycięskich w pierwszej wojnie światowej, które miały długi względem USA. Była to nieudana próba powstrzymania kryzysu bankowego w Europie Środkowej (Moratorium Hoovera). Bankructwo spowodowało upadek wielu banków w Centralnej Europie i przyczyniło się do upadku systemu finansowego na świecie.
Po II wojnie światowej bank został znacjonalizowany i stał się głównie bankiem handlowym wspierającym austriacką ekonomię. Bank ten inwestował w takie kompanie jak: Wienerberger AG, Steyr Daimler Puch AG, Lenzing AG, Semperit. W roku 1997 część udziału państwa austriackiego w wartości banku została odsprzedana bankowi Bank Austria (BA), co doprowadziło do konfliktu w koalicji rządzącej w Austrii pomiędzy partiami SPÖ i ÖVP. Od tego czasu Creditanstalt był uważany za bank wspierający konserwatystów (prawicowy), podczas gdy Bank Austria był postrzegany do tej pory jako bank wywodzący się z Vienna’s Central Savings Bank (Zentralsparkasse), a więc instytucji wspierającej lewicę. Fuzja z bankiem BA nie została ukończona aż do roku 2002, kiedy to utworzono Austria Creditanstalt AG, który stał się częścią banku niemieckiego German HypoVereinsbank (HVB). HVB został przejęty przez międzynarodowy bank europejski z siedzibą w Mediolanie UniCredit.

## Działalność w Polsce
W latach 1990–2001 był właścicielem Bank Austria Creditanstalt Poland. W latach 1995–2001 był akcjonariuszem Powszechnego Banku Kredytowego.

## Literatura
- Aurel Schubert, Michael D. Bordo (ed.). The Credit-Anstalt Crisis of 1931 (Studies in Macroeconomic History). Cambridge University Press, Cambridge. 1992. ISBN 0-521-36537-6.
- Carl E. Schorske. Fin-de-Siècle Vienna: Politics and Culture. Vintage, London. 1980. ISBN 0-394-74478-0.